# Eugene E. Habiger

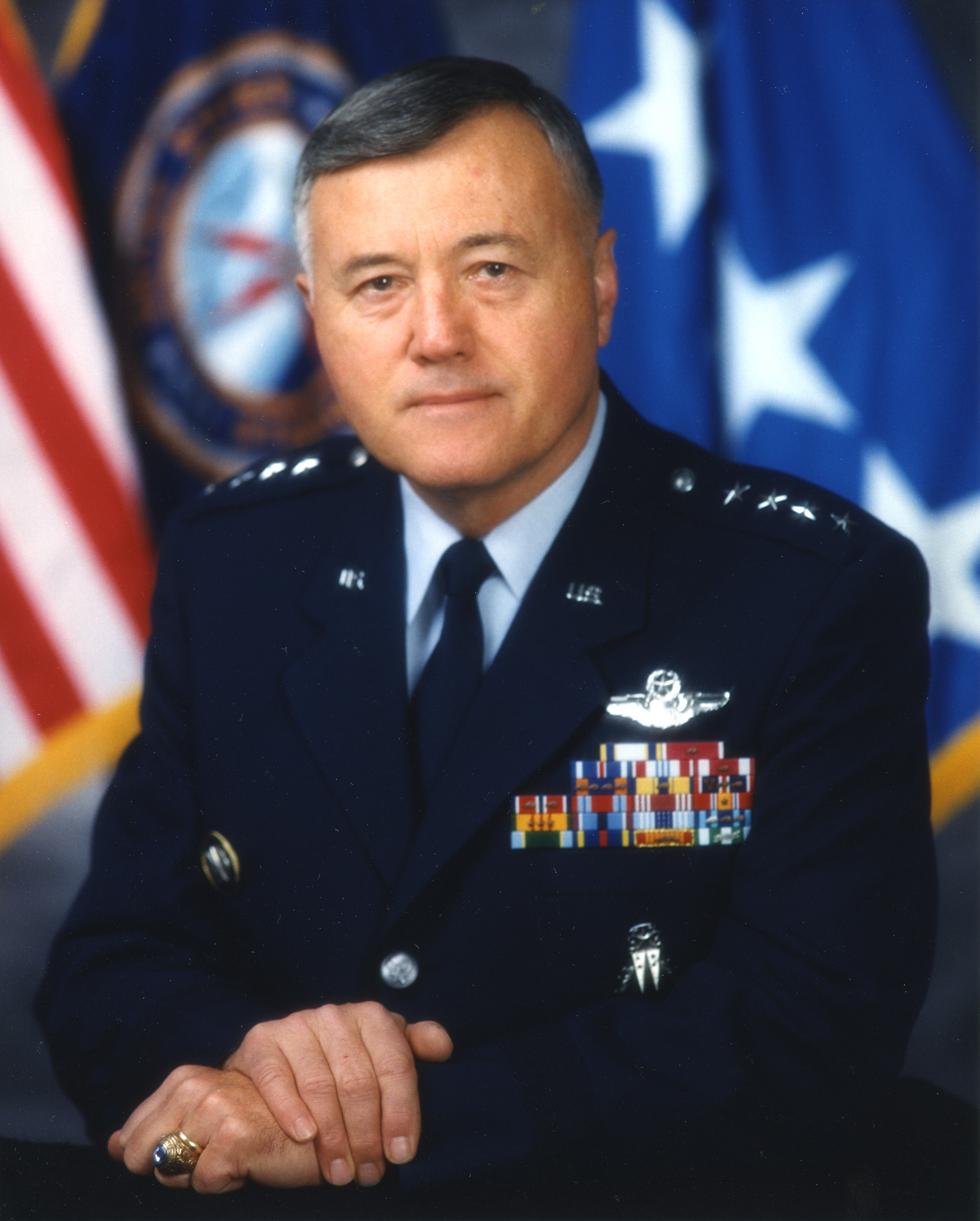
Eugene E. Habiger

 Eugene Emil Habiger (* 11. Juni 1939 in Oakland, Alameda County, Kalifornien; † 17. März 2022 in San Antonio, Bexar County, Texas) war ein General der United States Air Force. Er war unter anderem Kommandeur des United States Strategic Command.

## Leben
Zwischen 1959 und 1963 diente er als einfacher Soldat in der Infanterie der United States Army. Über die Officer Training School gelangte er im Jahr 1963 in das Offizierskorps der United States Air Force. Dort durchlief er anschließend alle Offiziersränge vom Leutnant bis zum Vier-Sterne-General.
Im Lauf seiner militärischen Karriere absolvierte er verschiedene Kurse und Schulungen. Dazu gehörten unter anderem eine Ausbildung zum Kampfpiloten und weitere Fortbildungskurse als Pilot neuer Flugzeugtypen; der Air Intelligence Officer Course auf der Lowry Air Force Base in Colorado; die Squadron Officer School auf der Maxwell Air Force Base in Alabama; das Air Command and Staff College, ebenfalls auf der Maxwell AFB; das National War College in Fort Lesley J. McNair in Washington, D.C. und das Seminar XXI, Foreign Political and International Relations am Massachusetts Institute of Technology (MIT). Außerdem erhielt er akademische Grade von der University of Georgia, der George Washington University, der Pennsylvania State University und der Harvard University.
In seinen frühen Jahren als Offizier der Luftwaffe war er an verschiedenen Stützpunkten in den Vereinigten Staaten stationiert. Dabei war er als Pilot, Flugausbilder oder Stabsoffizier bei unterschiedlichen Einheiten tätig. Dazwischen absolvierte er die erwähnten Schulungen. Zwischen Oktober 1969 und April 1970 war er als Pilot im Rahmen der Operation Arc Light eingesetzt. Dabei war er auf Guam stationiert. Nach zwischenzeitlich anderen Verwendungen wurde er auf die Cam Ranh Bay Air Base in Südvietnam versetzt. Zwischen Januar und September 1971 nahm er von dort aus als Pilot bzw. Pilotenausbilder am Vietnamkrieg teil.
In den folgenden Jahren setzte er seine Offizierslaufbahn in den Vereinigten Staaten fort. Zwischen September 1977 und Januar 1980 gehörte er auf der Offutt Air Force Base in Nebraska in unterschiedlichen Funktionen dem Stab des Strategic Air Commands an. Daran schloss sich eine Versetzung auf die Fairchild Air Force Base im Bundesstaat Washington an. Zwischen Januar 1980 und Juli 1981 kommandierte er dort zunächst die 325. Bomberstaffel (325th Bombardment Squadron). Später war er in der Stabsabteilung für Operationen des 92. Bombergeschwaders (92nd Bombardment Wing) tätig.
Nach seinem bis zum Juni 1982 andauerndem Studium am National War College wurde er zum Stab des Hauptquartiers der Air Force versetzt. Zwischen Juni 1982 und August 1984 nahm er dort verschiedene Aufgaben als Stabsoffizier wahr. Anschließend wurde er zur Minot Air Force Base in North Dakota versetzt. Zwischen August 1984 und März 1985 war er dort stellvertretender Kommandeur des 5. Bombergeschwaders (5th Bombardment Wing). Danach erhielt er auf der Wurtsmith Air Force Base in Michigan das Kommando über das 379. Bombergeschwader, das er zwischen März 1985 und Januar 1986 innehatte.
Habigers nächste Mission führte ihn auf die Barksdale Air Force Base in Louisiana. Zwischen Januar 1986 und Januar 1987 hatte er dort den Oberbefehl über das 2. Bombergeschwader (2nd Bombardment Wing). Anschließend kehrte er auf die Offutt AFB zurück. Bis zum Januar 1988 übte er dort die Funktion des Generalinspekteurs des Strategic Air Commands aus. Danach wurde er erneut zum Stab des Hauptquartiers der Air Force versetzt, wo er bis zum September 1991 in einer Unterabteilung der Stabsabteilung für Programme und Ressourcen tätig war.
Daran schloss sich eine Versetzung auf die Randolph Air Force Base in Texas an. Zwischen August 1991 und April 1995 war er dort stellvertretender Kommandeur des Air Education and Training Commands. Danach leitete er bis zum Februar 1996 die Stabsabteilung für das Personalwesen im Hauptquartier der Luftwaffe. Am 22. Februar 1996 erhielt Eugene Habiger auf der Offutt AFB als Nachfolger von Henry G. Chiles Jr. das Kommando über das United States Strategic Command (USSTRATCOM). Es ist verantwortlich für die Führung, Ausbildung, Ausrüstung, Verwaltung und Planung sämtlicher Atomstreitkräfte aller Teilstreitkräfte der Vereinigten Staaten. Dieses Amt übte er bis zum 25. Juni 1998 aus, als Richard W. Mies seine Nachfolge antrat. Anschließend schied er aus dem aktiven Militärdienst aus.
Während seiner aktiven Zeit als Militärpilot absolvierte er über 5000 Flugstunden auf verschiedenen Flugzeugtypen.
Nach seiner Pensionierung war Habiger für einige Zeit als Director of Security and Emergency Operations für das Energieministerium der Vereinigten Staaten tätig. Ab 2005 gehörte er dem Board of Visitors der School of Public & International Affairs der University of Georgia an. Er starb am 17. März 2022 und wurde auf dem amerikanischen Nationalfriedhof Arlington beigesetzt.

## Daten der Beförderungen
| Abzeichen | Rang               | Jahr               |
| --------- | ------------------ | ------------------ |
|           | Second Lieutenant  | 24. September 1963 |
|           | First Lieutenant   | 24. März 1965      |
|           | Captain            | 1. April 1967      |
|           | Major              | 1. Juni 1974       |
|           | Lieutenant Colonel | 1. April 1979      |
|           | Colonel            | 1. Juli 1981       |
|           | Brigadier General  | 1. Mai 1988        |
|           | Major General      | 1. Dezember 1990   |
|           | Lieutenant General | 26. März 1993      |
|           | General            | 1. März 1996       |

## Orden und Auszeichnungen
Eugene Habiger erhielt im Lauf seiner militärischen Laufbahn unter anderem folgende Auszeichnungen:
- Air Force Distinguished Service Medal
- Legion of Merit
- Distinguished Flying Cross
- Defense Meritorious Service Medal
- Meritorious Service Medal
- Air Medal
- Air Force Commendation Medal
- Humanitarian Service Medal
- Gallantry Cross (Südvietnam)